# Gemmabryum valparaisense
Gemmabryum valparaisense là một loài Rêu trong họ Bryaceae. Loài này được (Thér.) J.R. Spence mô tả khoa học đầu tiên năm 2007.